# Kubikenborgs Idrottsförening
O Kubikenborgs Idrottsförening, ou simplesmente Kubikenborgs IF, é um clube de futebol da Suécia. Sua sede fica localizada em Sundsvália.